# Représentations diplomatiques à Antigua-et-Barbuda

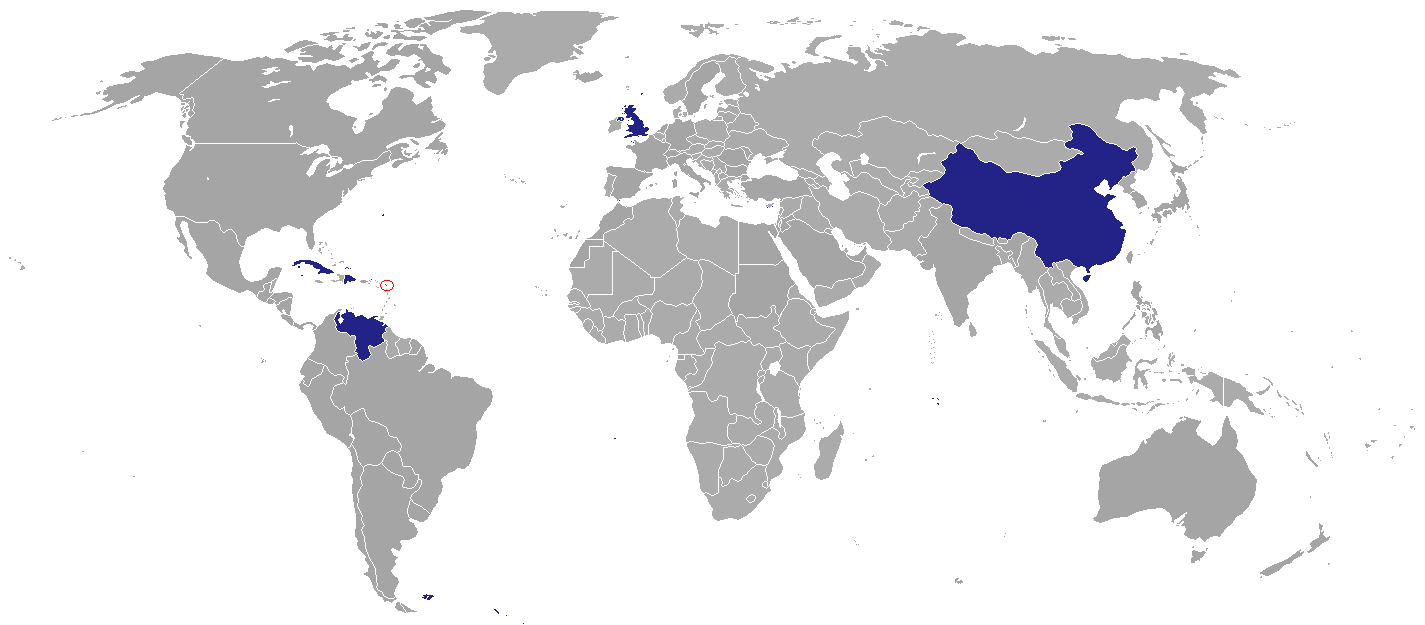
Représentations diplomatiques à Antigua-et-Barbuda

Voici une liste des représentations diplomatiques à Antigua-et-Barbuda. 
La capitale, Saint John's, compte 5 ambassades et hauts-commissariats. Plusieurs autres pays possèdent des consuls honoraires pour fournir des services d'urgence à leurs citoyens.

## Ambassades et hauts-commissariats
- Chine
- Cuba
- République dominicaine
- Royaume-Uni
- Venezuela

## Agences consulaires
- États-Unis

## Ambassades non-résidentes

### Basseterre
- Taïwan

### Bogota
- Autriche
- Indonésie
- Pologne

### Bridgetown
- Brésil
- Canada
- États-Unis
- Nouvelle-Zélande

### Caracas
- Algérie
- Finlande
- Grèce
- Malaisie

### Castries
- France
- Mexique

### Gerogetown
- Inde

### Kingston
| - Afrique du Sud - Argentine - Belgique - Colombie - Jamaïque | - Russie |

### La Havane
| - Arabie saoudite - Bangladesh - Corée du Nord - Côte d'Ivoire - Danemark - Égypte - Émirats arabes unis | - Honduras - Irak - Iran - Kenya - Liban - Libye - Mali | - Maroc - Norvège - Pakistan - Palestine - Portugal - Serbie - Syrie | - Viêt Nam - Yémen |

### New York
| - Islande - Kirghizistan - Koweït - Maldives - Ouganda | - Sénégal - Seychelles - Somalie - Soudan - Soudan du Sud | - Togo - Tuvalu - Vanuatu - Zambie |

### Ottawa
- Thaïlande

### Port-d'Espagne
- Allemagne
- Australie
- Japon
- Pays-Bas

### Roseau
- Dominique

### Saint-Domingue
| - Corée du Sud - Haïti - Israël - Italie - Qatar | - Suisse - Turquie |

### Stockholm
- Suède

### Washington
| - Afghanistan - Bahreïn - Guinée - Irlande - Jordanie | - Maurice - Oman - Ouzbékistan - Palaos - Philippines | - République centrafricaine - Sierra Leone - Tadjikistan - Tunisie - Turkménistan | - Zimbabwe |

## Consulats honoraires à Antigua-et-Barbuda
- Suisse (Saint John's)